# إتش 5 إن 1
الأنفلونزا من سلالة فيروس H5N1، المعروف أيضا باسم «انفلونزا الطيور»، (H5N1) فيروس H5N1 أو ببساطة، هو نوع فرعي من فيروس الإنفلونزا، التي يمكن أن تسبب المرض لدى البشر ولدى كثير من الأنواع الحيوانية الأخرى. الطيور تكيف سلالة من (H5N1)، وتدعى HPAIA (H5N1) وتعنى «فيروس انفلونزا الطيور الممرض جدا من نوع A من النوع الفرعي (H5N1)»، هو العامل المسبب لانفلونزا (H5N1)، المعروف باسم «انفلونزا الطيور». وهو متوطن في كثير من أسراب الطيور، وخاصة في جنوب شرق آسيا. سلالة واحدة من انفلونزا الطيور (H5N1)، ينتشر في العالم بعد ظهوره للمرة الأولى في آسيا. وهو مرض وبائي (وباء في الحيوانات) وجارفي (التي تؤثر على الحيوانات لكثير من الأنواع، وخصوصا في منطقة واسعة)، مما أسفر عن مقتل عشرات الملايين من الطيور وتحفيز إعدام مئات الملايين من الآخرين لوقف انتشاره. معظم الإشارات إلى «انفلونزا الطيور» و H5N1 في وسائل الإعلام الشعبية تشير إلى هذه السلالة.

خريطة تفشي إتش 5 إن 1
بلدان سجل فيها حالات وفاة للبشر والدواجن والطيور المهاجرة بسبب إتش 5 إن 1
بلدان سجل فيها حالات للدواجن والطيور المهاجرة بسبب إتش 5 إن 1 واصابه للبشر
بلدان سجل فيها حالات وفاة للدواجن والطيور المهاجرة بسبب إتش 5 إن 1

وفقا لمنظمة الأغذية والزراعة تحديث حالة الطوارئ الناجمة عن مرض أنفلونزا الطيور الناجمة عن الفيروس H5N1 مستمرة في الارتفاع تدريجيا في المناطق الموبوءة بالمرض ولكن في مزارع الطيور، حالة مرض انفلونزا الطيور تعقد في الاختيار من خلال التطعيم. وبلغ أحد عشر تفشي فيروس H5N1 في جميع أنحاء العالم في يونيو 2008 في خمسة بلدان (الصين ومصر واندونيسيا وباكستان وفيتنام) مقارنة ب 65 تفشي في يونيو 2006 و 55 في يونيو 2007. "ويمكن أن تكون الحالة العالمية لانفلونزا الطيور قد تطورت بشكل ملحوظ في النصف الأول من عام 2008 لكن حالات انفلونزا الطيور لا تزال الاستهانة والإبلاغ عنها في العديد من البلدان بسبب القيود في نظم مراقبة المرض بالبلد. في 21 ديسمبر 2009 , أعلنت منظمة الصحة العالمية عن 447 حالة اصابة بشرية مما أسفر عن مقتل 263.